# Lądowisko Dolina Ruchlinu-Horodek
Lądowisko Dolina Ruchlinu-Horodek – lądowisko wielofunkcyjne nieopodal Werlasu, położone w gminie Solina, w województwie podkarpackim, na terenie nieistniejącej wsi Horodek, ok. 40 km na południowy wschód od Leska. Lądowisko należy do firmy Dolina Ruchlinu Sp. z o.o. z siedzibą w Krośnie.
Lądowisko powstało w 2013. Figuruje w ewidencji lądowisk Urzędu Lotnictwa Cywilnego, dysponuje trawiastą drogą startową o długości 730 m.